# 美丽猕猴桃
美丽猕猴桃（学名：Actinidia melliana）是猕猴桃科猕猴桃属的植物，是中国的特有植物。分布于中国大陆的湖南、海南、广西、广东、江西等地，生长于海拔200米至1,250米的地区，多生长在山地树丛中，目前尚未由人工引种栽培。